# Micralestes
Micralestes és un gènere de peixos pertanyent a la família dels alèstids.

## Distribució geogràfica
Es troba a Àfrica.

## Taxonomia
- Micralestes acutidens  (Peters, 1852)[3][4]
- Micralestes ambiguus  (Géry, 1995)
- Micralestes argyrotaenia  (Trewavas, 1936)
- Micralestes comoensis  (Poll & Roman, 1967)[5]
- Micralestes congicus  (Poll, 1967)[6]
- Micralestes eburneensis  (Daget, 1965)
- Micralestes elongatus  (Daget, 1957)
- Micralestes fodori  (Matthes, 1965)
- Micralestes holargyreus  (Günther, 1873)
- Micralestes humilis  (Boulenger, 1899)
- Micralestes lualabae  (Poll, 1967)
- Micralestes occidentalis  (Günther, 1899)[7]
- Micralestes pabrensis  (Roman, 1966)
- Micralestes sardina  (Poll, 1938)
- Micralestes schelly  (Stiassny & Mamonokene, 2007)[8]
- Micralestes stormsi  (Boulenger, 1902)[9]
- Micralestes vittatus  (Boulenger, 1917)[10][11][12][13][14][15][16]